# Андрусик Олександра Сергіївна
Олекса́ндра Сергі́ївна Андру́сик — українка, здобула премію Шевченка у 2021 році.

## Бізнес
У 2012 році разом з чоловіком у Броварах заснувала музичну агенцію «УХО».

## Премія Шевченка
У 2021 році здобула премію Шевченка у номінації «музичне мистецтво» разом із Шимальським Євгеном (співзасновник агенції) та Катериною Сула (виконавча продюсерка). Нагороду вручили за цикл «Архітектура голосу» — серія концертних подій.
«Архітектура голосу» складалася із 19 концертів вокальної музики та двох виставкових подій, проведених у різні роки в Києві. Перші концерти відбулися ще в 2014 році. Назва циклу була пов'язана з ідеєю презентувати нову музику у знакових для Києва спорудах — найчастіше ними ставали неконцертні майданчики всередині недооцінених архітектурних пам'яток Києва, до яких організатори прагнули привернути увагу киян. Також у цикл потрапили київські стадіони та київська водна інфраструктура. У концертах брали участь як українські, так і всесвітньовідомі західноєвропейські виконавці — Neue Vocalsolisten Stuttgart, Наталія Половинка, Одрі Чен, Філ Мінтон тощо. Зокрема, у рамках циклу на стадіоні «Старт», що у 1941—1942 роках був перетворений на табір для полонених, в'язнів якого згодом розстріляли у Бабиному Яру, відбулася українська прем'єра «Капели Ротко» Мортона Фелдмана, родина якого походила з київських євреїв.
Агенцію «УХО» подала на премію членкиня премії Любов Морозова.